# Dicyrtoma hageni
Dicyrtoma hageni är en urinsektsart som först beskrevs av James P. Folsom 1896.  Dicyrtoma hageni ingår i släktet Dicyrtoma och familjen Dicyrtomidae. Inga underarter finns listade i Catalogue of Life.